# 통역 곤약
통역 곤약(일본어: ほんやくコンニャク, ほん訳コンニャク, ホンヤクコンニャク, 翻訳コンニャク 혼야쿠 곤냐쿠[*])은 후지코 F. 후지오의 만화 『도라에몽』「유령 성의로의 이사」(텐토우무시코믹스 제12권에 수록) 외에 등장하는 비밀도구이다.

## 개요
모양과 식감은 곤약 자체. 이것을 먹으면 모든 언어를 모국어로 들을 수 있게 된다. 자신이 말하는 언어는 상대가 사용하는 언어로 자동 번역되기 때문에 말이 통하지 않았던 상대방과도 자유롭게 대화할 수 있다. 말하자면 먹는 번역기. 또한 입이 없는 로봇도 본체 위에 곤약을 얹어서 로봇에게 먹인 것과 같은 효과를 낼 수 있다. 먹은 양에 의한 효과 지속 시간은 알 수 없다. 『신 노비타와 철인병단』에서는 주도의 두뇌와 통역 곤약을 "이야기 상자"에 넣어서 병아리로 변신했다. 동시에 설치한 통역 곤약의 효력에서 섭취할 때처럼 말할 수 있게 되어 있다.

## 같이 보기
- 유니버설 번역기